# Hymenolaena
Hymenolaena är ett släkte i familjen flockblommiga växter. Det beskrevs av Augustin Pyrame de Candolle 1830.

## Arter
Släktet omfattar tre arter i Centralasien:
- Hymenolaena badachschanica Pissjauk.
- Hymenolaena candollei DC.
- Hymenolaena polyphylla Rech.f.